# Anywhere in the World
Anywhere in the World è un singolo collaborativo del musicista e produttore inglese Mark Ronson e della cantante inglese Katy B. La canzone è stata pubblicata nel 2012 in occasione della campagna Move to the Beat promossa dalla Coca-Cola per le Olimpiadi 2012.

## Tracce
- Download digitale

1. Anywhere in the World (radio edit) – 3:53

## Classifiche
| Classifica (2012)                    | Posizione massima |
| ------------------------------------ | ----------------- |
| Austria (Ö3 Austria Top 40)          | 68                |
| Belgium (Ultratip Flanders)          | 13                |
| Belgium (Ultratip Wallonia)          | 13                |
| France (SNEP)                        | 110               |
| Ireland (IRMA)                       | 95                |
| Netherlands (Mega Single Top 100)    | 84                |
| Switzerland (Schweizer Hitparade)    | 40                |
| UK Singles (Official Charts Company) | 55                |